# David Beasley
David Muldrow Beasley (26 de fevereiro de 1957) é um político americano e diretor executivo do Programa Mundial de Alimentos das Nações Unidas. Um membro do Partido Republicano, ele também serviu um mandato como o 113º Governador da Carolina do Sul de 1995 a 1999.

## Carreira
Eleito para a Câmara dos Representantes da Carolina do Sul aos 20 anos, Beasley foi transferido da Universidade Clemson para a Universidade da Carolina do Sul, onde recebeu um BA em Estudos Interdisciplinares em 1979 e um JD pela Faculdade de Direito em 1983. Beasley foi membro da Câmara da Carolina do Sul representando a área de Society Hill de 1979 a 1995, servindo como líder da maioria de 1985 a a 1989. Ele serviu como o mais jovem orador pro tempore e líder da maioria no país. Foi durante a sessão legislativa de 1991-92 que Beasley mudou para o Partido Republicano.  Durante a eleição de 1994 para governador, Beasley derrotou seu concorrente mais difícil, o ex-congressista e senador estadual Arthur Ravenel Jr., nas primárias e no segundo turno, e venceu as eleições por uma margem estreita de 50% a 48%. 
A Carolina do Sul tinha uma economia forte enquanto Beasley era governador, com o desemprego em uma baixa recorde de 3,5% em 1998. Beasley muitas vezes expressou suas crenças em Cristo em um estado conhecido por seus fortes laços com o cristianismo e a política conservadora.
Beasly se opôs fortemente as apostas, que era legal na Carolina do Sul até 2002. Na época, muitos postos de gasolina, lojas de conveniência e "cassinos" de pôquer foram estabelecidos em todo o estado e, como Beasley apoiou a legislação que proibiria o jogo, a indústria gerou outdoors "Proibir Beasley" e anúncios de rádio.
Até 2000, a bandeira confederada tremulou no topo da South Carolina State House.
Beasley inicialmente apoiou a presença da bandeira, mas anunciou na televisão estadual em 1996 que havia revertido sua decisão e acreditava que a bandeira deveria ser transferida para um monumento em outro lugar do local. A posição de Beasley lhe custou muitos votos republicanos na próxima eleição. A bandeira foi removida da cúpula do Capitólio em 2000, depois que Beasley deixou o cargo. Ela foi exibida em um poste em frente à sede do estado até ser removida do local em 2015, após o tiroteio de Emanuel Nine.
Na eleição para governador da Carolina do Sul de 1998, Beasley perdeu para o democrata Jim Hodges, por 53% a 45%.

## Carreira posterior

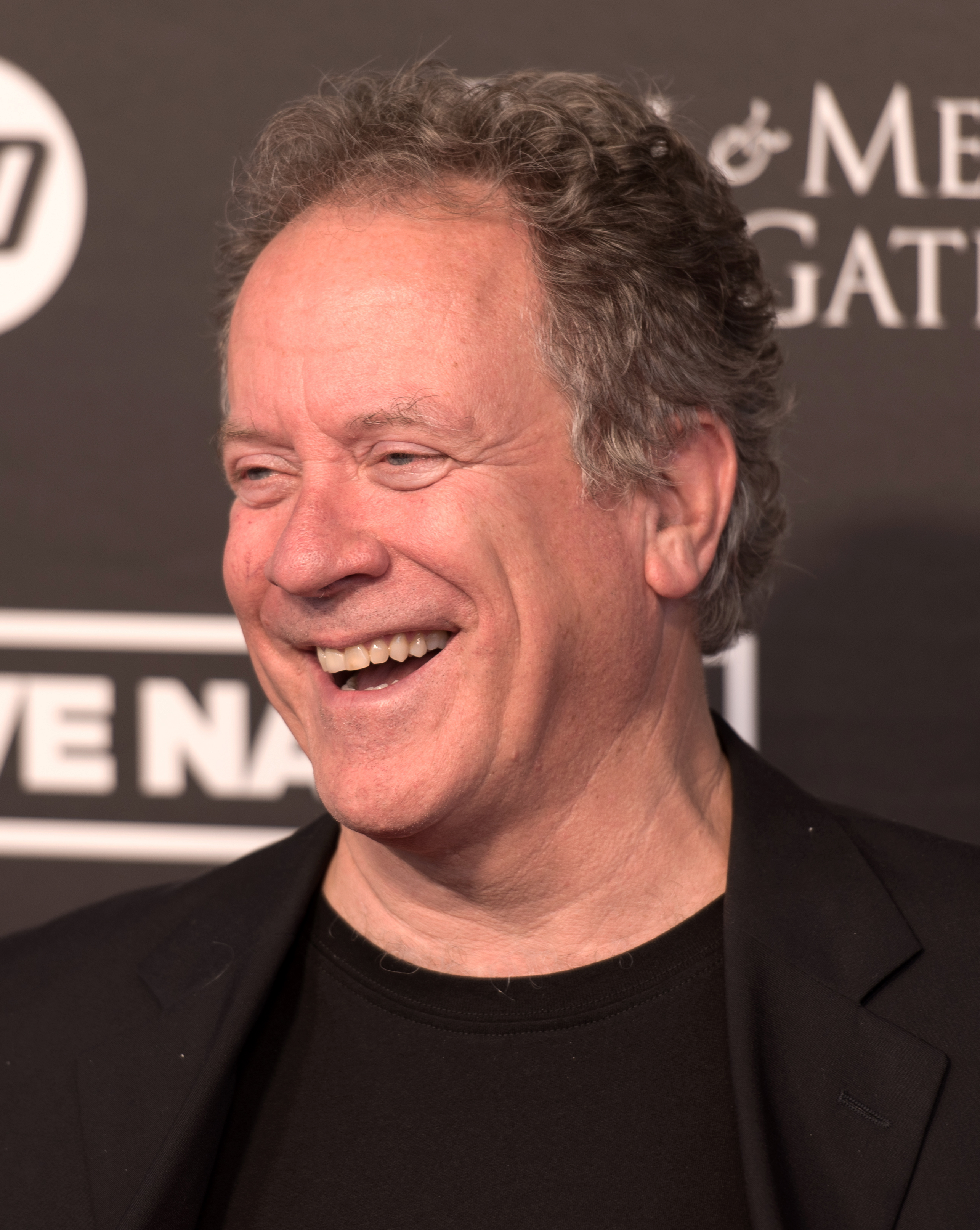
Beasley no Global Citizen Festival em Hamburgo, Alemanha.

Após seu mandato como governador, Beasley foi membro da Harvard University Kennedy School of Government. Em 2003, ele recebeu o John F. Kennedy Profile in Courage Award do senador americano Ted Kennedy por seu controverso pedido para remover a bandeira confederada da cúpula do estado da Carolina do Sul.
Em 2004, Beasley concorreu sem sucesso ao Senado dos Estados Unidos para substituir o democrata aposentado Fritz Hollings. Ele perdeu a indicação republicana para o congressista Jim DeMint de Greenville, Carolina do Sul. Em abril de 2005, Beasley, juntamente com o ex-assessor de sua administração, Henry Deneen, incorporou o Center for Global Strategies (CGS). O CGS concentra-se em iniciativas de desenvolvimento no mundo. Beasley é presidente do conselho.
Em 2007, Beasley endossou Mike Huckabee nas primárias presidenciais republicanas de 2008. Em 2010, ele endossou Henry McMaster nas primárias governamentais republicanas da Carolina do Sul.

### Programa Mundial de Alimentos
Em fevereiro de 2017, a Embaixadora dos Estados Unidos nas Nações Unidas Nikki Haley (também ex-governadora da Carolina do Sul) nomeou Beasley para ser o próximo Diretor Executivo do Programa Mundial de Alimentos (PAM). O secretário-geral das Nações Unidas, António Guterres, e da Organização das Nações Unidas para Agricultura e Alimentação, José Graziano da Silva, nomearam Beasley para o cargo em março de 2017, dizendo que ele trouxe "uma vasta experiência com os principais líderes governamentais e empresariais e partes interessadas em todo o mundo, com habilidades muito fortes de mobilização de recursos." Guterres também disse que Beasley estava entre 23 candidaturas/indicações para o cargo.

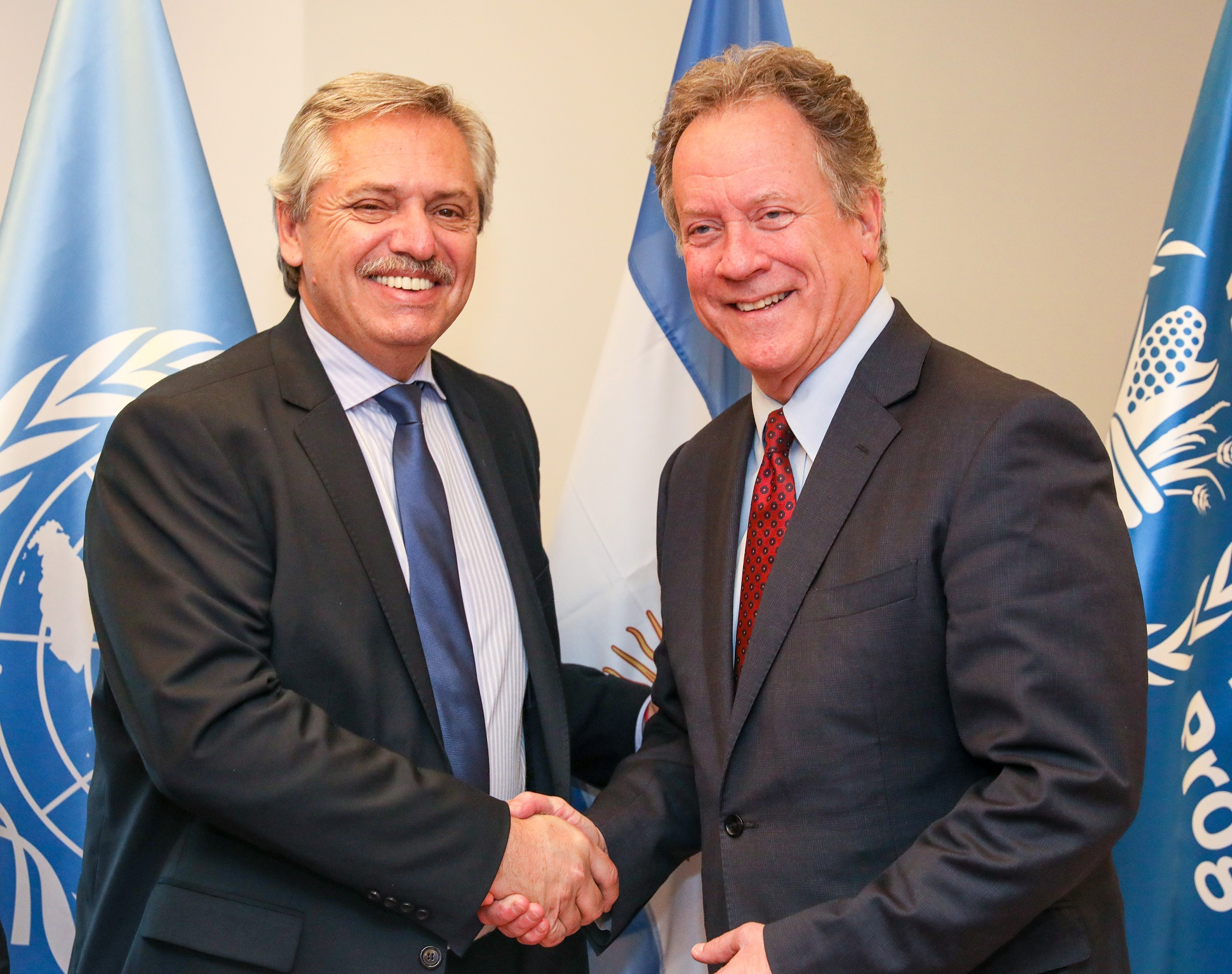
Beasley (à direita) com o presidente argentino Alberto Fernández nas Nações Unidas.

Beasley atua no nível de Subsecretário-Geral das Nações Unidas e é membro do Grupo de Gerenciamento Sênior da organização sob a direção de Guterres. Desde 2019, é membro do World Economic Forum, copresidido por Børge Brende, Kristalina Georgieva e Peter Maurer.
Em dezembro de 2020, Beasley recebeu o Prêmio Nobel da Paz em nome do PMA por seus esforços no combate à fome no mundo.
Como o mandato do diretor do Programa Mundial de Alimentos é de cinco anos, o mandato de Beasley estava originalmente programado para expirar em abril de 2022. No entanto, o secretário-geral das Nações Unidas, António Guterres, prorrogou o mandato de Beasley, citando a atual crise alimentar da Guerra Russo-Ucraniana

## Outras atividades
- SDG2 Advocacy Hub, Co-Presidente do Comitê Diretor (desde 2017) [20]
- Scaling Up Nutrition, Membro do Grupo Líder (desde 2017) [21]
- Peace Research Endowment, Membro do Conselho de Administração (desde 2011) [22]
- 2003 – John F. Kennedy Profile in Courage Award[22]
- 2020 – Prêmio Nobel da Paz concedido ao Programa Mundial de Alimentos

## Vida pessoal
Beasley é casado com Mary Wood Beasley. Beasley atualmente reside em Roma, Itália, a sede global do WFP.[carece de fontes?]